# Euprosthenops wuehlischi
Euprosthenops wuehlischi là một loài nhện trong họ Pisauridae.
Loài này thuộc chi Euprosthenops. Euprosthenops wuehlischi được Carl Friedrich Roewer miêu tả năm 1955.